# (6639) Marchis
(6639) Marchis – planetoida z pasa głównego asteroid okrążająca Słońce w ciągu 5 lat i 230 dni w średniej odległości 3,16 j.a. Została odkryta 25 września 1989 roku w Obserwatorium La Silla przez Henriego Debehogne. Nazwa planetoidy pochodzi od Francka Marchisa (ur. 1973), francuskiego astronoma. Przed nadaniem nazwy planetoida nosiła oznaczenie tymczasowe (6639) 1989 SO8.